# Carouge safran
Xanthopsar flavus
Genre
Espèce
Statut de conservation UICN

 EN  : En danger
Répartition géographique
Synonymes
- Agelaius flavus (Gmelin, 1788)

Le Carouge safran (Xanthopsar flavus) est une espèce de passereaux de l’Amérique du Sud de la famille des ictéridés.

## Distribution
Le Carouge safran est rare et sa population est en déclin de même que son aire de distribution. On le retrouve dans le nord de l’Argentine, en Uruguay, dans l’est du Paraguay et au sud du Brésil.

## Habitat
Le Carouge safran fréquente principalement les marécages et les prairies. Il peut s’observer aussi dans les zones agricoles et les pâturages. Il semble que la présence d’Eryngium soit importante pour ce carouge.

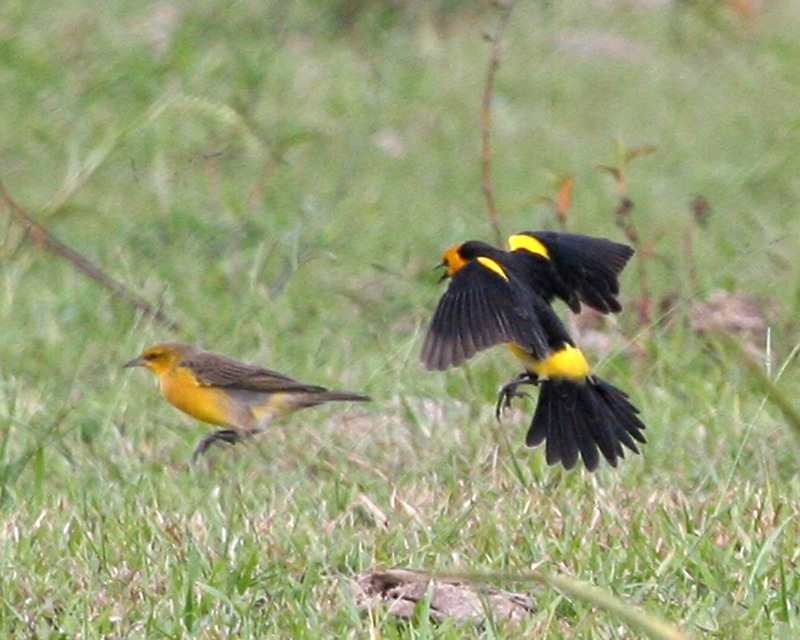
Esteros del Iberá

## Nidification
Le Carouge safran peut nicher autant en colonie qu’en solitaire. Les colonies s’établissent dans la végétation basse et dense. Le nid, construit par la femelle, est en forme de coupe profonde et est placé près du sol. Les œufs sont généralement au nombre de quatre. Le Vacher luisant pond parfois ses œufs dans son nid.

## Comportement
Le Carouge safran est grégaire. On le voit en groupe, souvent avec le Quiscale chopi, le Vacher à ailes baies et d’autres ictéridés. Il semble rechercher aussi la compagnie du Pépoaza dominicain.

## Galerie

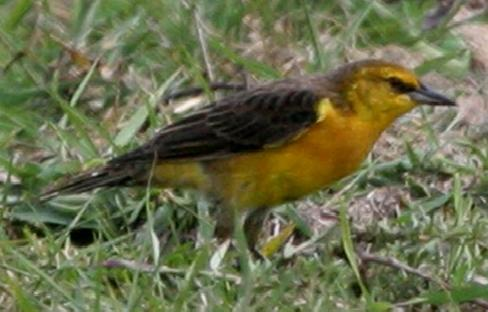
femelle
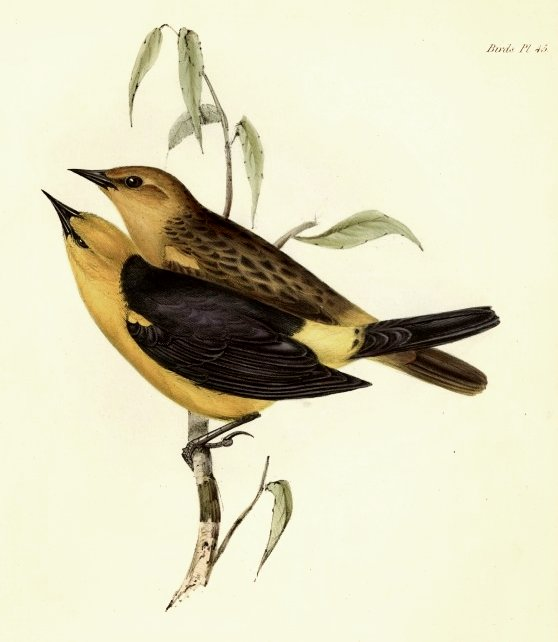
illustration de John Gould
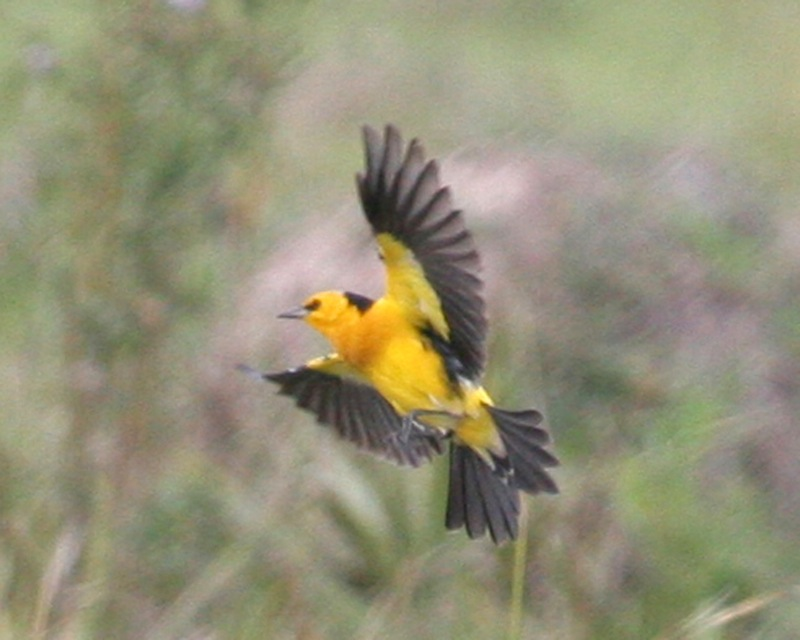